# مدفوعات الاستقلال الشخصي
مدفوعات الاستقلال الشخصي (المختصرة إلى PIP وعادة ما يتم نطقها ككلمة واحدة) هي ميزة رعاية اجتماعية في المملكة المتحدة تهدف إلى مساعدة الأشخاص في سن العمل الذين تبلغ أعمارهم 16 عامًا أو أكثر في تحمل التكاليف الإضافية للمعيشة مع حالة صحية أو إعاقة. إنه متاح في إنجلترا وويلز وأيرلندا الشمالية ولكن ليس في اسكتلندا حيث يتم المطالبة بمدفوعات الإعاقة للبالغين (ADP) بدلاً من ذلك.
إنه غير مشروط بالوسائل، وغير مساهم، ومعفى من الضرائب؛ ولا يرتبط بقدرة الشخص على العمل، وهو متاح بالتساوي للأشخاص العاملين أو خارج العمل. لا يهدف هذا الإعانة إلى أن تكون بديلاً عن دخل الشخص، على عكس إعانة العمل والدعم (ESA) أو سلفها، إعانة العجز.
تعتمد أهلية الحصول على برنامج الحماية الشخصية على التأثيرات العملية لحالة ما على حياة الشخص، وليس على الحالة نفسها. لا يتوفر هذا البرنامج حاليًا للأطفال الذين ما زالوا يطالبون ببدل المعيشة للإعاقة والذين تتم دعوتهم للمطالبة ببدل المعيشة للإعاقة من عيد ميلادهم السادس عشر؛ ويمكن للبالغين الذين تقل أعمارهم عن سن معاش الدولة المطالبة به، وسيستمر الأشخاص الذين يتلقون الإعانة بالفعل في تلقيها بعد تقاعدهم.

## تاريخ
قدم برنامج مدفوعات الاستقلال الشخصي بموجب قانون إصلاح الرعاية الاجتماعية لعام 2012 ولوائح الضمان الاجتماعي (مدفوعات الاستقلال الشخصي) لعام 2013 (والتي تم تعديلها بشكل متكرر). وقد بدأ العمل بهذا النظام في استبدال إعانة المعيشة للأشخاص ذوي الإعاقة (DLA) بالنسبة للمطالبات الجديدة اعتباراً من 8 أبريل/نيسان 2013، وذلك من خلال مشروع تجريبي أولي في مناطق مختارة من شمال غرب وشمال شرق إنجلترا. تم التخطيط لإطلاق الخدمة بالكامل في جميع أنحاء بريطانيا العظمى في أكتوبر 2013. ولكن هذا الطرح تأخر - في المقام الأول لأن المقاول الرئيسي، شركة أتوس، أراد ضمان أن تكون العملية موثوقة قدر الإمكان؛ كما استغرقت التقييمات وقتا أطول بكثير من المتوقع، وكان من الصعب تجنيد المقيمين - ونتيجة لهذا أعلن الوزراء أن الطرح سيحدث بشكل تدريجي أكثر مما كان مخططا له في الأصل.
على الرغم من أنه كان من المتوقع أن يخفض برنامج مدفوعات الاستقلال الشخصي التكاليف بنسبة 20% على المدى الطويل، فقد كان من المتوقع أن ترتفع التكاليف بمقدار مليار جنيه إسترليني إلى 15.4 مليار جنيه إسترليني في عام 2015-2016، ويرجع ذلك جزئيًا إلى ارتفاع مشكلات الصحة العقلية وصعوبات التعلم.
قدمت قواعد جديدة في عام 2017، وأثارت العديد من المؤسسات الخيرية مخاوفها من أن الأشخاص ذوي الإعاقة قد يُتركون دون دعم. وزعم اتحاد إعانات الإعاقة (DBC) (الذي يضم مؤسسات خيرية بما في ذلك جمعية باركنسون في المملكة المتحدة وجمعية التصلب المتعدد ومنظمة مايند ) أن حوالي 160 ألف شخص يتلقون إعانة الإعاقة الشخصية سوف يتأثرون بالتغييرات المقترحة. قال فيل رينولدز، من الكونسورتيوم: "في جميع أنحاء مجلس الخدمات الاجتماعية، غمرتنا المكالمات بشأن برنامج تحسين الأداء الشخصي (مدفوعات الاستقلال الشخصي) منذ تطبيقه. فبدلاً من دعم الأشخاص ذوي الإعاقة، يبدو أن نظام المزايا مُضلّلٌ ضدهم بشكل متزايد. يحتاج النظام بأكمله إلى تحسين عاجل، لتقييم الدعم الذي يحتاجونه بدقة. لا يستطيع الأشخاص ذوو الإعاقة تحمل الانتظار". تزعم الجمعيات الخيرية التي تُمثّل مجموعات الصحة النفسية وصعوبات التعلم أن التغييرات لا تُدرك أن التكاليف المرتبطة بهذه الحالات بنفس خطورة تكاليف الإعاقات الأخرى. وقد تم إلغاء هذه التغييرات في يناير/كانون الثاني 2018، عقب صدور قرار بعدم استئناف حكم المحكمة العليا.

## المطالبة بـ مدفوعات الاستقلال الشخصي
عادةً ما يتم البدء في المطالبات عبر الهاتف، ولكن ليس دائمًا. يُطلب من معظم الأشخاص الذين يطالبون بالحصول على مدفوعات الاستقلال الشخصي الخضوع للتقييمات لإثبات أهليتهم للحصول على الميزة. تختلف المدفوعات وفقًا لشدة الإعاقة كما تقررها الاختبارات وترتبط بالقدرة على القيام بالأنشطة اليومية ومستوى الحركة. يُطلب من المطالبين أيضًا الخضوع لإعادة تقييم دورية لضمان الأهلية المستمرة للحصول على المزايا؛ اعتمادًا على نوع الإعاقة، قد يُمنح الشخص جائزة قصيرة تصل إلى عامين أو جائزة مدفوعات الاستقلال الشخصي أطول والتي قد تستمر لمدة تصل إلى خمس أو عشر سنوات. يذكر دليل تقييم مدفوعات الاستقلال الشخصي (الذي تم تحديثه في 1 مايو 2016) ما يلي: "لن يكون من العملي أن يأخذ التقييم في الاعتبار تأثير الحالة الصحية أو الإعاقة على جميع الأنشطة اليومية، ولا يسعى إلى تضمين جميع المجالات المحتملة التي قد تولد تكاليف إضافية".
لا يتوفر برنامج مدفوعات الاستقلال الشخصي للأطفال دون سن 16 عامًا ويجب على المتقدمين بطلبات مدفوعات الاستقلال الشخصي التقديم (إن وجد) قبل سن معاش الدولة. لا يمكن تقديم مطالبات جديدة لبرنامج مدفوعات الاستقلال الشخصي بعد هذا العمر. يستمر صرف إعانة الإعاقة المدفوعة للأطفال، وللمستفيدين الحاليين الذين يبلغون من العمر 64 عامًا أو أكثر في 8 أبريل 2013؛ وسيتم مطالبة الأشخاص الآخرين الذين يتلقون إعانة الإعاقة المدفوعة حاليًا بالمطالبة ببرنامج الحماية الشخصية بدلاً من ذلك في وقت ما.

### عملية التقييم
وقد أوكلت وزارة التنمية الاجتماعية والعمل مسؤولية إجراء الاختبارات إلى شركتين خاصتين، هما شركة Independent Assessment Services (المعروفة سابقًا باسم Atos Healthcare ) في شمال إنجلترا ولندن وجنوب إنجلترا، وشركة Capita Business Services Ltd في وسط إنجلترا وويلز وأيرلندا الشمالية. في عام 2018، قام مدققو وزارة العمل والمعاشات بتقييم 37% من 220 ألف تقييم وجهاً لوجه أجرتها شركة كابيتا على أنها غير مقبولة من حيث المعيار، أو تحتاج إلى تغييرات، أو تثبت أن المُقيِّم فشل في القيام بدوره بشكل صحيح. وكان هناك أيضًا قلق بشأن التأخير في إجراء التقييمات.
معدل النجاح لإعادة النظر الإلزامية فيما يتعلق بمدفوعات الاستقلال الشخصي هو 15٪، ولكن 75٪ من الطعون المقدمة إلى المحكمة كانت ناجحة في 2018/19.

### الأهلية
للتأهل لبرنامج مدفوعات الاستقلال الشخصي، يجب أن يكون المتقدمون بين سن 16 عامًا وسن معاش الدولة، ويعيشون في المملكة المتحدة، و:
- واجهوا صعوبات في الحياة اليومية أو التنقل (أو كليهما) لمدة 3 أشهر على الأقل
- نتوقع أن تستمر هذه الصعوبات لمدة 9 أشهر على الأقل (ما لم يكن المتقدم مصابًا بمرض عضال ولم يتبق له من الحياة أكثر من 6 أشهر)[13]

### التغييرات المقترحة لمعايير الأهلية
في 18 مارس 2025، نشرت حكومة المملكة المتحدة ورقة خضراء تحدد الخطط الرامية إلى تشديد معايير الأهلية لبرنامج الحماية الشخصية الشخصية. سيتعين على المتقدمين المحتملين اعتبارًا من نوفمبر 2026 تسجيل 4 نقاط على الأقل لمهمة معيشية يومية واحدة للمطالبة بمكون المعيشة اليومية من مدفوعات الاستقلال الشخصي. من المفترض أن يظل جزء التنقل في مدفوعات الاستقلال الشخصي غير متأثر.

## مكون الحياة اليومية
يتكون برنامج مدفوعات الاستقلال الشخصي من عنصرين: احتياجات الحياة اليومية واحتياجات التنقل. يمكن دفع كل مكون بمعدلات قياسية أو معززة.
يتم دفع مكون المعيشة اليومية في مدفوعات الاستقلال الشخصي وفقًا لأحد المعدلين: القياسي أو المحسن. قد يكون الأفراد مؤهلين للحصول على عنصر المعيشة اليومية إذا كانوا بحاجة إلى مساعدة في مهارات الحياة اليومية بما في ذلك تحضير الطعام أو تناوله، أو ارتداء الملابس وخلعها، أو اتخاذ القرارات بشأن المال، ويتم التقييم على أساس نظام النقاط.
| مكون الحياة اليومية | السعر الأسبوعي 2024-25 |
| ------------------- | ---------------------- |
| السعر القياسي       | 72.65 جنيهًا إسترلينيًا  |
| معدل معزز           | 108.55 جنيه إسترليني   |

### الأهلية
للتأهل للجزء المتعلق بالحياة اليومية من برنامج مدفوعات الاستقلال الشخصي، يجب أن يحتاج المتقدمون إلى المساعدة أكثر من نصف الوقت في مهارات الحياة اليومية التالية:
- تحضير الطعام أو تناوله
- الاغتسال والاستحمام واستخدام المرحاض
- ارتداء الملابس وخلعها
- القراءة والتواصل
- إدارة الأدوية أو العلاجات
- اتخاذ القرارات بشأن المال
- التفاعل مع الآخرين

## مكون التنقل
يتم أيضًا دفع مكون التنقل مدفوعات الاستقلال الشخصي وفقًا لأحد المعدلين: القياسي أو المحسن. قد يكون الأفراد مؤهلين للحصول على عنصر التنقل إذا كانوا بحاجة إلى مساعدة في الخروج أو التنقل.
| مكون التنقل   | السعر الأسبوعي 2024-25 |
| ------------- | ---------------------- |
| السعر القياسي | 28.70 جنيهًا إسترلينيًا  |
| معدل معزز     | 75.75 جنيهًا إسترلينيًا  |

يمكن استبدال المعدل المعزز لمكون التنقل في مدفوعات الاستقلال الشخصي بمركبة أو سكوتر في مخطط Motability.
أكثر من 50 ألف من المطالبين فقدوا سياراتهم لأنهم لا يستطيعون المشي لمسافة 20 مترًا حتى لو لم يتمكنوا من المشي لمسافة 50 مترًا. وقد استعاد العديد من المطالبين الاستفادة الكاملة عند الاستئناف.
في ديسمبر/كانون الأول 2017، قضت المحكمة العليا للعدل بأن القيود المفروضة على عنصر التنقل والتي تنص على أنه لا يمكن أخذ الضائقة النفسية في الاعتبار عند تحديد ما إذا كان الشخص يستطيع المشي أم لا، تشكل تمييزاً ضد الأشخاص الذين يعانون من مشاكل الصحة العقلية. وفي يناير 2018، أعلنت إستر ماكفي أن الحكومة قبلت هذا الحكم.

## مدة الجائزة
يتم منح مدفوعات الاستقلال الشخصي عادة لفترة محددة، وبعدها يتعين على مقدم الطلب إعادة التقديم إذا لزم الأمر. والاستثناء الوحيد هو بالنسبة للأقلية من المطالبين الذين يتم منحهم برنامج الحماية الشخصية بشكل مستمر، حيث لا يُتوقع أن يتحسن وضعهم.
- جوائز قصيرة الأجل: تصل إلى عامين.
- جوائز طويلة الأمد: تصل إلى عشر سنوات.

جميع الجوائز، بما في ذلك الجوائز المستمرة، تخضع للمراجعة في أي وقت.

## رد الفعل والتحليل
في أبريل/نيسان 2013، أعرب إيان دونكان سميث، راعي قانون إصلاح الرعاية الاجتماعية، عن دعمه للتغييرات التي طرأت على إعانات الإعاقة بموجب القانون الجديد. وقد انتقد النظام القديم لمزايا الإعاقة الذي كان يمنح بدلًا للمطالبين دون إجراء فحوصات منهجية أخرى لتقييم ما إذا كانت حالة المطالب قد تحسنت أو ساءت. صرح إيان دنكان سميث أنه من خلال إلزام المطالبين بالخضوع لتقييمات دورية، يمكن للنظام أن يستهدف الأشخاص الأكثر احتياجًا مع منع دفع المدفوعات للأشخاص الذين تعافوا من إعاقة مؤقتة.
كانت منظمة حقوق ذوي الإعاقة في المملكة المتحدة Scope تنتقد برنامج مدفوعات الاستقلال الشخصي، وفي حين أعربت عن دعمها من حيث المبدأ لتقييم المطالبين بعناية أكبر، إلا أنها اتخذت وجهة نظر مفادها أن معايير التقييم كانت معيبة، ومن شأنها أن تسبب صعوبات غير مبررة للأشخاص ذوي الإعاقة وكانت تركز بشكل كبير على خفض ميزانيات الرعاية الاجتماعية. في نوفمبر 2021، أطلقت حملة لمنح الأشخاص ذوي الإعاقة الحق في طلب مقيم متخصص في حالتهم، بعد أن تم الكشف عن أن الاستئنافات الناجحة كانت تعمل بمعدل يزيد عن 12000 في الشهر.
قبل تقديم برنامج تحسين الأداء، كانت تقييمات القدرة على العمل التي أجراها المقاول الخاص Atos تخضع لتدقيق نقدي في البرلمان بعد عدد من القرارات المثيرة للجدل التي حُرم فيها الأفراد ذوو الإعاقة من المزايا وأُلزموا بالبحث عن عمل، وهو العمل الذي لم يتمكنوا من القيام به بسبب إعاقتهم.
في يونيو 2014، أعربت لجنة الحسابات العامة عن وجهة نظر مفادها أن تنفيذ مخطط مدفوعات الاستقلال الشخصي كان "ليس أقل من فشل ذريع"، وهو الاتهام الذي رفضته الحكومة.
قد يؤثر برنامج مدفوعات الاستقلال الشخصي على الحق في الحصول على تصاريح وقوف السيارات " الشارة الزرقاء " للأشخاص ذوي الإعاقة ومخطط Motability.
أصدرت جمعية التصلب المتعدد في بريطانيا العظمى تقريراً عن تجارب أعضائها مع الاختبار في سبتمبر 2015. شارك فيه 1780 شخصًا. وقال 42% من الذين خضعوا للتقييم وجهاً لوجه إن الأعراض الخفية للحالة لم تؤخذ في الاعتبار. وقال أكثر من ثلث المشاركين إن التقييمات وجهاً لوجه تسببت في انتكاس حالتهم أو تدهورها.
أعرب المشاركون في الحملة عن قلقهم بشأن المرضى الذين يعانون من أمراض متقدمة لا علاج لها مثل التهاب المفاصل الروماتويدي، ومرض باركنسون، والتصلب المتعدد، ومرض العصبون الحركي، والذين يُطلب منهم حضور إعادة التقييم على الرغم من أنه من غير المرجح أن يتحسنوا وربما تزداد حالتهم سوءًا. في عام 2017، قالت عضو البرلمان كارول موناجان إنها ستطعن في أربع حالات من مرضى التصلب المتعدد الذين تم استدعاؤهم لإعادة التقييم على الرغم من تفاقم مرضهم. التصلب المتعدد حالة مرضية متقدمة. لن يتحسن حالهم أبدًا عما هم عليه الآن، لذا لا ينبغي أبدًا أن يُطلب منهم إعادة التقييم. بعض هؤلاء الأشخاص ما زالوا قادرين على المشي إلى حد ما، لذا يدخلون بأنفسهم، تقريبًا، ثم يُقال لهم: "تبدو بخير". وقال فيل رينولدز من مؤسسة باركنسون في المملكة المتحدة إن حوالي ربع البريطانيين المصابين بمرض باركنسون فقدوا بعض أو كل فوائدهم بعد إعادة التقييم، ولكنهم حصلوا على المدفوعات مرة أخرى بعد الاستئناف. وقال "من الضروري للغاية أن تعيد وزارة التنمية والعمل النظر في تقييم برنامج التأمين الصحي الشخصي الخاطئ لضمان حصول الأشخاص الذين يعانون من حالات طويلة الأمد على الدعم الذي يحتاجون إليه بشدة، بدلاً من التلاعب بالنظام ضدهم". تقول جمعية التصلب المتعدد إن ما يقرب من نصف مرضى التصلب المتعدد الذين يعانون من التهاب المفاصل الروماتويدي يجب إعادة تقييمهم في غضون عامين. نحن قلقون بشأن عدد المصابين بالتصلب المتعدد الذين يُعاد تقييمهم بشكل غير مناسب، خاصةً مع علمنا أن التقييمات قد تُسبب التوتر والقلق، وفي بعض الحالات تُفاقم أعراض التصلب المتعدد. مع وجود أكثر من 100,000 شخص مصاب بالتصلب المتعدد في المملكة المتحدة، يجب أن يعكس نظام مدفوعات الاستقلال الشخصي بدقة واقع العيش مع حالة متقلبة ومتفاقمة. إن وجود إعاقة مثل التصلب المتعدد أمرٌ صعبٌ بما فيه الكفاية. يجب أن يتمكن الناس من الاعتماد على الدعم دون خوف من حرمانهم منه،" قالت لورا ويذرلي من جمعية التصلب المتعدد.

## الانتقال من بدل المعيشة للإعاقة
سيستمر المستفيدون البالغون من بدل المعيشة للإعاقة في تلقيه حتى تدعوهم وزارة العمل والمعاشات التقاعدية إلى التقدم بطلب للحصول على بدل المعيشة للإعاقة. يستمر برنامج DLA للأطفال. في اسكتلندا، تم إطلاق مزايا جديدة تسمى مدفوعات الإعاقة للأطفال ومدفوعات الإعاقة للبالغين. وسوف تصبح تدريجيا الفائدة الرئيسية للأشخاص ذوي الإعاقة الذين لديهم معايير مختلفة عن مدفوعات الاستقلال الشخصي.

## معلومات للمنظمات الداعمة
تتوفر مجموعة أدوات معلوماتية للمنظمات الداعمة من وزارة العمل والمعاشات التقاعدية. ويحتوي على نسخ من النماذج والمنشورات والنشرات الإرشادية والإرشادات.

## روابط خارجية
- "DWP Quick Guide to PIP" (PDF). مؤرشف من الأصل في 2013-09-09. اطلع عليه بتاريخ 2013-02-04.
- "Personal Independence Payment pages at dwp.gov.uk". مؤرشف من الأصل في 2013-01-18. اطلع عليه بتاريخ 2012-11-22.
- "DWP Toolkit for support organisations". اطلع عليه بتاريخ 2013-02-04.
- "Disability Rights UK - PIP" (PDF). مؤرشف من الأصل (PDF) في 2016-06-09. اطلع عليه بتاريخ 2012-11-22.
- "PIP Assessment Guide". مؤرشف من الأصل في 2013-01-31. اطلع عليه بتاريخ 2016-07-30.
- "Universal credit PIP". 2 يوليو 2020. مؤرشف من الأصل في 2023-12-02. اطلع عليه بتاريخ 2020-07-02.